# Ferdinand Gobbi
Ferdinand Gobbi, též Ferdinando Gobbi (cca 1811 Terst – 6. srpna 1889 Ebenzweier), byl rakouský lékař, státní úředník a politik z Terstu, během revolučního roku 1848 poslanec Říšského sněmu.

## Biografie
Pocházel z terstské lékařské rodiny. Jeho otcem byl známý místní lékař Andrea Gobbi (1765–1850). Ferdinand počátkem 30. let vystudoval medicínu na Padovské univerzitě. V roce 1836 publikoval pojednání De benigno culture in Hominem physicum influxu, ve kterém dokazoval příznivý vliv kultury na lidské tělo. V druhé polovině 40. let odešel do Vídně. Roku 1849 se uvádí jako Ferdinand Gobbi, doktor medicíny ve Vídni.
Během revolučního roku 1848 se zapojil do veřejného dění. Ve volbách roku 1848 byl zvolen i na ústavodárný Říšský sněm. Zastupoval volební obvod Terst I. Tehdy se uváděl coby doktor medicíny. Řadil se ke sněmovní pravici. Na mandát rezignoval v únoru 1849 kvůli svému jmenování na post vrchního lékařského rady v státním zdravotním kolegiu.
V 2. polovině 19. století zastával vysoké úřednické posty ve státní správě. V únoru 1849 byl společně se svým jmenováním do funkce vrchního lékařského rady povýšen do hodnosti sekčního rady na ministerstvu vnitra. Později působil jako ministerský rada na ministerstvu financí. V dubnu 1867 mu byl udělen Císařský rakouský řád Leopoldův. Měl titul svobodného pána (barona) a sekčního šéfa ministerstva. Získal též Řád železné koruny.
Zemřel v srpnu 1889 ve svém letním bytě v Ebenzweieru u Traunsee na srdeční mrtvici. Po několik let trpěl srdeční chorobou. Přivolaný lékař už jen konstatoval smrt. Bylo mu 78 let. Tělo mělo být převezeno do rodinného hrobu v Terstu.